# Real Federación Española de Piragüismo

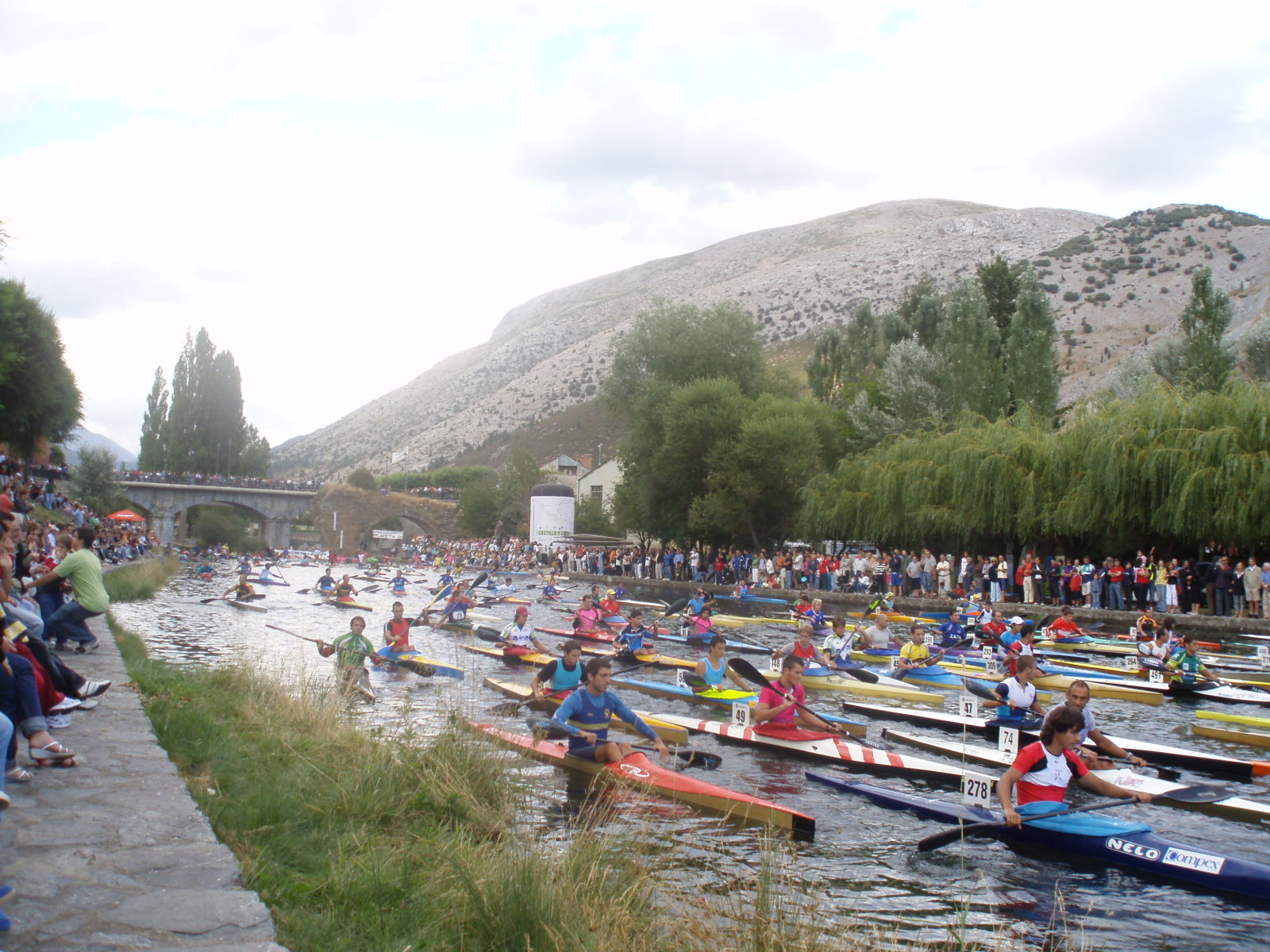
Salida del XLIII Descenso Internacional del Carrión, competición organizada por la RFEP.

La Real Federación Española de Piragüismo (RFEP) es el máximo de los organismos que gestionan el deporte del piragüismo y sus diferentes especialidades en España, y como tal se ocupa de todo lo relacionado con la selección nacional de este deporte.

## Historia
La Federación Española de Piragüismo se constituyó en 1959, apoyada por 12 clubes del territorio nacional que solicitaron su creación a la Delegación Nacional de Educación Física y Deportes, desvinculándose de esta manera de la Federación Española de Remo.

## Especialidades
Según los estatutos de la RFEP, aprobados en 2005, sus funciones son:

Es función de la Real Federación Española ordenar y dirigir la actividad nacional del piragüismo español, en las especialidades de Aguas Tranquilas, Slalon, Descenso de aguas bravas, Ascensos, Descensos, Travesías y Maratón, Piragüismo Turístico, Kayak-polo, Rafting, Kayak de Mar, Kayak-Surf, Estilo Libre, Piragüismo Extremo, Juegos Náuticos y cuantas modalidades fije la FIC.

## Órganos técnicos
Según Estatutos de la Real Federación Española de Piragüismo 2015
- 1. Junta Económica y de Gestión Interna.
- 2. Comisión de Auditoría y Control Económico.
- 3. Dirección Técnica.
- 4. Comité Nacional de Competición y de Régimen Disciplinario.
- 5. Comité Técnico Nacional de Árbitros.
- 6. Comité Nacional de Entrenadores.
- 7. Comité Nacional de Aguas Tranquilas-Sprint.
- 8. Comité Nacional de Slalom.
- 9. Comité Nacional de Paracanoe.
- 10. Comité Nacional de Ríos y Travesías.
- 11. Comité Nacional de Maratón.
- 12. Comité Nacional de Kayak-Polo.
- 13. Comité Nacional de Kayak de Mar y Kayak Surf.
- 14. Comité Nacional de Descenso de Aguas Bravas y Rafting.
- 15. Comité Nacional de Estilo Libre.
- 16. Comité Nacional de Barco Dragón.
- 17. Comité Nacional de Piragüismo Recreativo.
- 18. Comité Nacional de Mujer y Piragua.

En 2021 se introdujo a la RFEP la modalidad de Paddle Surf.

## Datos

### Presidente
Pedro Pablo Barrios era el presidente desde las elecciones de 2021. Era el sexto presidente de esta federación desde su fundación; el anterior fue el expiragüista Juan José Román Mangas, quien ostentó el cargo desde 2009, siendo reelegido en 2016.
En noviembre de 2021, se presentó una moción de censura contra Pedro Pablo Barrios encabezada por el piragüista internacional Javier Hernanz Agüería, la cual prosperó y supuso que Hernanz pasase a ocupar el cargo.

### Instalaciones
Las instalaciones deportivas de la Federación se encuentran en el Embalse de Picadas, junto a la localidad de San Martín de Valdeiglesias, en la Comunidad de Madrid.

## Federaciones territoriales[7]
| N.º | Comunidad Autónoma     | Federación                                              | Página web |
| --- | ---------------------- | ------------------------------------------------------- | --- |
| 1   | Andalucía              | Federación Andaluza de Piragüismo                       | www.fapira.com                                                                                                |
| 2   | Aragón                 | Federación Aragonesa de Piragüismo                      | www.fapiraguismo.es                                                                                           |
| 3   | Principado de Asturias | Federación de Piragüismo del Principado de Asturias     | www.faspiraguismo.com                                                                                         |
| 4   | Islas Baleares         | Federación Balear de Piragüismo                         | www.fibp.org                                                                                                  |
| 5   | Islas Canarias         | Federación Canaria de Piragüismo                        | www.federacioncanariadepiraguismo.com                                                                         |
| 6   | Cantabria              | Federación Cántabra de Piragüismo                       | www.piraguismocantabro.es                                                                                     |
| 7   | Castilla-La Mancha     | Federación Castellano-Manchega de Piragüismo            | www.fcmp.es (enlace roto disponible en Internet Archive; véase el historial, la primera versión y la última). |
| 8   | Castilla y León        | Federación de Piragüismo de Castilla y León             | www.fcylp.com                                                                                                 |
| 9   | Cataluña               | Federación Catalana de Piragüismo                       | www.fcpiraguisme.com                                                                                          |
| 10  | Ceuta                  | Federación Ceutí de Piragüismo                          | |
| 11  | Extremadura            | Federación Extremeña de Piragüismo                      | www.federacionpiraguismodeextremadura.com                                                                     |
| 12  | Galicia                | Federación Gallega de Piragüismo                        | www.fegapi.org                                                                                                |
| 13  | La Rioja               | Federación Riojana de Piragüismo                        | www.federacionriojanapiraguismo.com                                                                           |
| 14  | Comunidad de Madrid    | Federación Madrileña de Piragüismo                      | www.piraguamadrid.com                                                                                         |
| 15  | Melilla                | No hay representación en la ciudad autónoma de Melilla. | No hay representación en la ciudad autónoma de Melilla.                                                       |
| 16  | Región de Murcia       | Federación Murciana de Piragüismo                       | www.piraguismorm.com                                                                                          |
| 17  | Navarra                | Federación Navarra de Piragüismo                        | https://www.fenapi.es/                                                                                        |
| 18  | País Vasco             | Federación Vasca de Piragüismo                          | www.fvpiraguismo.org                                                                                          |
| 19  | Comunidad Valenciana   | Federación de Piragüismo de la Comunidad Valenciana     | www.fepiraguismocv.com                                                                                        |

## Políticas de igualdad
El 30 de enero de 2009 la RFEP se adhirió al Manifiesto por la Igualdad y la Participación de la Mujer en el Deporte, texto elaborado por el Consejo Superior de Deportes con el objetivo de garantizar la plena igualdad de acceso, participación y representación de las mujeres en todos los ámbitos del deporte.
En febrero de 2015 se convocó la primera reunión del Comité de Mujer y Piragua y se eligió como presidenta a Susana García-Heras Delgado. En el mismo año se hizo un estudio sobre las causas del abandono del piragüismo por parte de las mujeres. En 2016 se celebró el I Encuentro de la mujer piragüista en el marco del Programa Mujer y Piragua.